# Jérémy Kapone
Jérémy Kapone (nascido 16 de abril de 1990) é um ator, compositor e cantor francês. Vocalista da banda Kaponz & Spinoza.

## Carreira
Jeremy tinha dois amores de adolescente que nunca abandonou: a escrita e a composição musical. Assim nasceu uma de suas primeiras canções, Exil, que esteve presente na trilha sonora do filme LOL, onde ele é o protagonista masculino principal. Surpreso com o reconhecimento que o filme lhe trouxe, Kapone manteve intacta a sua vontade de compor e em 2009 lançou um álbum com sua banda, K&S. Por causa de sua popularidade o projeto deixou para trás um EP e cerca de 50 shows esgotados. 
Em 2014, Jéremy montou uma equipe para ajudá-lo a desenvolver um novo álbum.

## Filmografia
| Ano  | Título Original                       | Papel       | Notas           |
| ---- | ------------------------------------- | ----------- | --------------- |
| 2008 | LOL (Laughing Out Loud)               | Maël        | Versão Francesa |
| 2009 | Complices                             | Thomas      |                 |
| 2009 | Porque os garotos só pensam naquilo?! | Thomaz Rohr | Web Série       |
| 2010 | Le grand restaurant                   | Alexandre   | TV              |
| 2011 | Livide                                | Ben         |                 |
| 2011 | Summer Knows                          | 'Garoto'    |                 |
| 2011 | Le grand restaurant II                | Neto        |                 |
| 2012 | Die Vermessung der Welt               |             |                 |